# Tchoulym (ville)
Pour les articles homonymes, voir Tchoulym.
Tchoulym (en russe : Чулым) est une ville de l'oblast de Novossibirsk, en Russie, et le centre administratif du raïon de Tchoulym. Sa population s'élevait à 11 294 habitants en 2013.

## Géographie
Tchoulym est située en Sibérie méridionale sur la rivière Tchoulym, à 126 km à l'ouest-nord-ouest de Novossibirsk et à 2 695 km à l'est de Moscou.

## Histoire
Tchoulym est fondée en 1762 sous le nom de Tchoulymskoïe (Чулымское) dans le cadre de la construction de la route de Sibérie (Сибирский тракт). Depuis 1898, Tchoulym est desservie par le chemin de fer Transsibérien. Sa gare se trouve au kilomètre 3205 depuis Moscou.
Tchoulym accéda au statut de commune urbaine en 1935 et à celui de ville en 1947.

## Population
Recensements (*) ou estimations de la population
| 1939*  | 1959*  | 1970*  | 1979*  | 1989*  |
| ------ | ------ | ------ | ------ | ------ |
| 12 272 | 18 161 | 14 268 | 13 045 | 13 703 |

| 2002*  | 2010*  | 2012   | 2013   | 2014 |
| ------ | ------ | ------ | ------ | ---- |
| 12 275 | 11 568 | 11 381 | 11 294 | -    |